# Phoberomys
Phoberomys is een geslacht van uitgestorven knaagdieren uit de familie van de pacarana's. Deze dieren leefden tijdens het Laat-Mioceen in Zuid-Amerika. De bekendste soort is P. pattersoni, een van de grootst bekende knaagdieren ooit.

## Fossiele vondsten
Fossielen van Phoberomys zijn gevonden in Venezuela, Brazilië en Argentinië. De vondsten dateren uit de South American Land Mammal Age Huayquerian, 9 tot 6,8 miljoen jaar geleden.

## Soorten
Het geslacht Phoberomys omvat twee zekere soorten: P.burmeisteri en P. pattersoni. P. bordasi behoort mogelijk tot het geslacht Neoepiblema.
Phoberomys burmeisteri is bekend van fossielen uit de Solimões-formatie in de Braziliaanse deelstaat Acre en de Ituzaingo-formatie in de Argentijnse provincie Entre Ríos. Deze soort had het formaat van een grizzlybeer met een kop-romplengte van twee meter en een gewicht van tweehonderd tot driehonderdvijftig kilogram. Phoberomys burmeisteri leefde in het noordelijke deel van zijn verspreidingsgebied samen met de verwante P. bordasi. P. insolita, P. lozanoi, P. minima en P. praecursor werden voorheen als aparte soorten beschouwd, maar gelden nu als synoniemen van P. burmeisteri.
Phoberomys pattersoni leefde in het noorden van Zuid-Amerika. Fossielen zijn gevonden in de Urumaco-formatie in Venezuela. De eerste vondsten betroffen tanden en fragmenten van het skelet. In 2000 werden uitgebreide skeletresten gevonden. Deze soort was drie meter lang, honderddertig centimeter hoog aan de schouder en ongeveer zevenhonderd kilogram zwaar. Het formaat van Phoberomys pattersoni is hiermee te vergelijken met dat van een buffel. Dit knaagdier had een robuust lichaam met korte voorpoten en krachtige achterpoten. Gedurende enkele jaren gold Phoberomys pattersoni als het grootst bekende knaagdier ooit, totdat in 2008 de verwante Josephoartigasia monesi werd beschreven.

## Leefwijze
Phoberomys had een leefwijze die vergelijkbaar is met die van de capibara. Dit knaagdier leefde deels in het water. Phoberomys was een herbivoor die zich voedde met riet en andere stugge waterplanten. Het leefgebied van Phoberomys bestond uit tropische draslanden met grasvlaktes, rivieren en galerijbossen, omstandigheden die te vergelijken zijn met die in de hedendaagse Pantanal. De grote krokodil Purussaurus was vermoedelijk een van de voornaamste belagers van Phoberomys.